# Folkets parti (Sydossetien)
Folkets parti (Народная партия) är ett politiskt parti i den de facto självständiga Republiken Sydossetien, bildat 2003 av liberalen Roland Kelechsaev.
Partiet har en restriktiv alkohol- och narkotikapolitik och arbetar för förbud mot försäljning och användning av energidrycker. 
Inför parlamentsvalet 2009 sällade man sig till oppositionen mot den dåvarande presidenten Eduard Kokojty. Folkets parti nekades registrering inför parlamentsvalet och partiledaren Kelechsaev tvingades lämna landet efter personliga hot. 
Kort därpå registrerades ett parti med exakt samma namn men med helt andra medlemmar. 
Nuvarande partiledare är Kazemir Kazbekovich Pliyev.

## Valresultat
| Parlamentsval | antal röster | % av rösterna | mandat |
| ------------- | ------------ | ------------- | ------ |
| 2004          |              | 11,4          | 2      |
| 2009          | 10 345       | 22,55         | 9      |
| 2014          | 1 915        | 9,45          | 4      |